# Grieks-Aramese inscriptie van Kandahar
De Grieks-Aramese inscriptie van Kandahar is een tweetalige inscriptie van Asoka. Het edict is uit het tiende jaar van zijn heerschappij en is het eerste uit een reeks. Het wordt soms wel gerekend tot de latere kleine rotsedicten, al bevat het geen teksten uit de edicten van Asoka. De inscriptie werd in 1957 gevonden ten noorden van Chil Zena bij Oud-Kandahar en is opgesteld in zowel Grieks als Aramees.
In 1963 werd vlakbij de Griekse inscriptie van Kandahar gevonden, een van de grote rotsedicten.